# Éducation aux droits de l'homme
L'éducation aux droits de l'homme est définie comme le processus d'apprentissage qui permet d'acquérir les connaissances, les valeurs et les compétences requises en matière de droits de l'homme dont l'objectif est de développer une approche culturelle des droits de l'homme. Ce type d'apprentissage permet aux étudiants d'examiner leurs expériences du point de vue des droits de l'homme, ce qui leur permet d'intégrer ces concepts dans leurs valeurs et leur prise de décision. Selon Amnesty International, l'éducation aux droits de l'homme est un moyen de responsabiliser les gens afin qu'ils puissent créer des compétences et des comportements qui favoriseraient la dignité et l'égalité au sein de la communauté, de la société et du monde entier. L’objectif poursuivi plus largement par l’éducation aux droits de l’homme est l’instauration de formes durables et participatives de démocratie fondées sur le respect des droits de l’homme et la bonne gouvernance. À ce titre, l'éducation aux droits de l’homme est un bien public, et un investissement permanent dans des sociétés reposant sur les principes des droits de l’homme, tels que la non-discrimination, l’inclusion et la participation, et l’État de droit.

## Non-discrimination
Aux États-Unis, L'Initiative NESRI (https://www.nesri.org/) a souligné l'importance de la non-discrimination dans l'éducation aux droits de l'homme. Les gouvernements doivent veiller à ce qu'elle s'exerce sans parti pris en matière de race, de sexe, de couleur, de religion, de langue, d'origine nationale ou sociale, d'opinion politique ou personnelle, de naissance ou de tout statut. Tous les élèves, parents et communautés ont droit de prendre part aux décisions affectant leurs écoles respectives et droit à l'éducation.

## Éducation et formation aux droits de l'homme
Le HCDH promeut l'éducation aux droits de l'homme en soutenant les initiatives nationales et locales pour l'EDH dans le cadre de ses programmes de coopération technique et par le biais du projet ACT qui subventionne les projets locaux. Le projet ACT ou Assisting Communities Together est la collaboration entre le HCDH et le Programme des Nations Unies pour le développement (PNUD) afin de mettre des subventions à la disposition des organisations de la société civile pour la mise en œuvre d'activités de défense des droits de l'homme dans les communautés locales.
Le Haut-Commissariat élabore également des supports de formation et des outils de référence sur l'éducation aux droits de l'homme, tels que la base de données sur l'éducation et la formation aux droits de l'homme, Collection de ressources sur l'éducation et la formation aux droits de l'homme et une section Web sur la Déclaration universelle des droits de l'homme. Enfin, il s'occupe de la coordination du Programme mondial d'éducation aux droits de l'homme.

### Déclaration universelle des droits de l'homme
La Déclaration universelle des droits de l'homme est reconnue comme un document historique dans l'histoire des droits de l'homme. Il a été rédigé par des représentants de divers pays et régions ayant diverses expériences juridiques et culturelles. L'Assemblée générale des Nations Unies a proclamé cette déclaration à Paris, en France, le 10 décembre 1948. Cette déclaration stipule que les droits humains fondamentaux doivent être protégés. Il a été traduit dans plus de 500 langues dans le monde.

### L'éducation aux droits de l'homme au programme
Les jeunes font généralement l’apprentissage de la sollicitude, de la solidarité, des responsabilités et de la justice lors de leurs échanges quotidiens avec leur famille, leurs amis, l’école et les institutions communautaires. L’éducation aux droits de l’homme est un domaine éducatif qui contribue fondamentalement à la capacité à vivre ensemble, que ce soit au sein de la communauté ou de l’entité nationale d'appartenance, ou avec les ressortissants des pays voisins. Elles sont aussi un facteur de prospérité pour la communauté mondiale.
Les compétences de l’éducation aux droits de l'homme ont été liées aux objectifs et aux résultats définis pour l’ensemble du système éducatif ou pour l’achèvement de certains niveaux, comme l’enseignement primaire ou secondaire. On parle souvent de « compétences clés » pour représenter ces résultats « axé sur les produits ». Lorsqu’un système éducatif a déjà défini des compétences clés et transversales, ces dernières peuvent être examinées sous le prisme de l’éducation aux droits de l'homme.
Les compétences clés sont répertoriées différemment selon les systèmes éducatifs. Elles peuvent comprendre, par exemple, les compétences de raisonnement (comme la résolution des problèmes ou la pensée critique) ; les compétences intrapersonnelles (telles que l’image de soi) ; les compétences interpersonnelles (comme la capacité à fonctionner démocratiquement au sein d’un groupe) et les compétences positionnelles (telles que la capacité à appréhender la complexité). Les objectifs nationaux de l’éducation sont parfois définis de manière suffisamment large (par exemple, « membre actif de la société ») pour que l’on puisse y rattacher l’éducation aux droits de l'homme directement. Il est également possible de relier les compétences de l’éducation aux droits de l'homme au droit à l’éducation et aux normes et principes généraux des droits de l’homme.
Dans les systèmes éducatifs où aucune compétence civique n’est citée parmi les compétences clés, une stratégie a consisté à dire que les approches d’éducation aux droits de l'homme sont celles qui aident le système scolaire à atteindre ses plus larges objectifs en matière de compétences. Ainsi, les approches de l’éducation aux droits de l'homme englobent généralement l’analyse et le raisonnement critiques, la résolution des problèmes et la participation active, qui peuvent être reliés à d’autres compétences clés comme l’« esprit d’initiative ». Cette stratégie à court terme peut permettre à l’éducation aux droits de l'homme d’être reconnue comme œuvrant à la réalisation des objectifs généraux du système scolaire et d’être positionnée en vue d’un futur développement.
Les organisations intergouvernementales et régionales ont élaboré des cadres des compétences clés qui peuvent être consultés, et servir de base pour explicitement lier les compétences de l’éducation aux droits de l'homme aux objectifs généraux de l’éducation. Le Parlement européen (2006), dont les travaux ont influencé l’élaboration des programmes d’enseignement en Europe, a identifié huit compétences clés pour l’éducation et la formation tout au long de la vie, dont l’une, qui renvoie aux compétences « interpersonnelles, interculturelles » et aux « compétences sociales et civiques » correspond parfaitement aux objectifs de l’éducation aux droits de l'homme.

## Demande d'éducation aux droits de l'homme
La demande d'éducation aux droits de l'homme continue de croître à l'échelle mondiale. Les établissements universitaires sont en mesure de former des étudiants en tant que futurs chefs d'entreprise capables de gérer l'impact des droits de l'homme sur leurs organisations respectives. Le Pacte mondial des Nations unies en coopération avec les Principes pour une éducation à la gestion responsable invite les entreprises à intégrer les sujets des droits de l'homme dans leurs programmes d'affaires.
Le Centre Asie-Pacifique pour l'éducation pour la compréhension internationale et l'Impact Académique des Nations unies ont organisé mutuellement le séminaire 2018 des Nations unies sur l'éducation à la citoyenneté mondiale au siège des Nations unies à New York. Ces séminaires sont utiles pour la formulation de nouvelles idées et concepts liés à l'EDH. L'éducation aux droits de l'homme est cruciale car elle est l'une des clés pour responsabiliser les gouvernements et les dirigeants politiques. Il transmet et étend également le vocabulaire des droits de l'homme et en offre une approche critique.

## L'éducation aux droits de l'homme et les Nations Unies
Le Haut-Commissariat des Nations unies à la promotion et à la protection de tous les droits de l'homme joue le rôle de coordinateur des programmes d'éducation et d'information des Nations unies dans le domaine des droits de l'homme.

L'Assemblée générale des Nations Unies l' a proclamée comme étant essentielle à la réalisation des droits consacrés dans la Déclaration universelle des droits de l'homme (DUDH): 

« Now, Therefore THE GENERAL ASSEMBLY proclaims THIS UNIVERSAL DECLARATION OF HUMAN RIGHTS as a common standard of achievement for all peoples and all nations, to the end that every individual and every organ of society, keeping this Declaration constantly in mind, shall strive by teaching and education to promote respect for these rights and freedoms... »

— Preamble to the Universal Declaration of Human Rights, 1948

L'article 26.2 de la DUDH énonce le rôle des éducateurs dans la réalisation de l'ordre social requis par la déclaration : 

« Education shall be directed to the full development of the human personality and to the strengthening of respect for human rights and fundamental freedoms. It shall promote understanding, tolerance and friendship among all nations, racial or religious groups, and shall further the activities of the United Nations for the maintenance of peace. »

— Article 26.2 of the Universal Declaration of Human Rights
L'article 29 de la Convention relative aux droits de l'enfant exige des États qu'ils veillent à ce que les enfants soient en mesure de développer un respect pour leur propre identité culturelle, leur langue et leurs valeurs et pour la culture, la langue et les valeurs d'autrui.

L'importance des droits de l'homme a été réaffirmée par les Nations unies dans la Déclaration et le Programme d'action de Vienne de 1993 : 

« The World Conference on Human Rights reaffirms that States are duty-bound, as stipulated in the Universal Declaration of Human Rights and the International Covenant on Economic, Social and Cultural Rights and in other international human rights instruments, to ensure that education is aimed at strengthening the respect of human rights and fundamental freedoms. »

— Paragraph 33, section 1 of the Vienna Declaration and Programme of Action

« States should strive to eradicate illiteracy and should direct education toward the full development of the human personality and to the strengtheng of respect for human rights and fundamental freedoms. The World Conference on Human Rights calls on all States and institutions to include human rights, humanitarian law, democracy and rule of law as subjects in curricula of all learning institutions in formal and non- formal settings. Human rights education should include peace, democracy, development and social justice, as set forth in international and regional human rights instruments, in order to achieve common understanding and awareness with a view to strengthening universal commitment to human rights. »

— Paragraph 79 and 80, section 2 of the Vienna Declaration and Programme of Action

## Sources
- Cet article est partiellement ou en totalité issu de la page « Élaboration et révision des programmes d’enseignement pour l’éducation à la citoyenneté démocratique et aux droits de l’homme » de UNESCO, le texte ayant été placé par l’auteur ou le responsable de publication sous la CC BY-SA 3.0 IGO